# 켤레 전치
선형대수학에서, 어떤 복소수 행렬의 켤레 전치(-轉置, 영어: conjugate transpose) 또는 에르미트 전치(-轉置, 영어: Hermitian transpose) 또는 에르미트 수반(-隨伴, 영어: Hermitian adjoint) 또는 수반 행렬(隨伴行列, 영어: adjoint matrix) 또는 딸림 행렬(-行列)은 그 행렬의 전치 행렬을 취한 뒤 성분별 켤레 복소수를 취하여 얻는 행렬이다. 실수 행렬의 전치 행렬과 복소수의 켤레 복소수의 공통적인 일반화이다. 기호는 {\displaystyle A^{*}} 또는 {\displaystyle A^{\operatorname {H} }} 또는 {\displaystyle A^{\dagger }}.

## 정의
복소수 {\displaystyle m\times n} 행렬 {\displaystyle A}의 켤레 전치는 다음과 같은 {\displaystyle n\times m} 행렬 {\displaystyle A^{*}}이다.
{\displaystyle A^{*}={\overline {A^{\operatorname {T} }}}={\overline {A}}^{\operatorname {T} }}
즉, 각 위치의 성분은 다음과 같다.
{\displaystyle A_{ij}^{*}={\overline {A_{ji}}}}
보다 일반적으로, 복소수 내적 공간 {\displaystyle V,W} 사이의 선형 변환 {\displaystyle T\colon V\to W}의 켤레 전치 선형 변환(영어: adjoint linear transformation)은 다음 조건을 만족시키는 선형 변환 {\displaystyle T^{*}\colon W\to V}이다. (이는 많아야 하나 존재하며, 유한 차원 내적 공간의 경우 항상 존재한다.)
- 임의의 {\displaystyle v\in V} 및 {\displaystyle w\in W}에 대하여, {\displaystyle \langle Tv,w\rangle =\langle v,T^{*}w\rangle }

## 만들어지게 된 동기
복소수를 실수로 이루어진 2×2 행렬과 동치라고 하면 행렬의 덧셈과 곱셈이 복소수를 계산한 것과 같은 결과를 보인다는 것이 켤레 전치가 나타나게 된 동기가 되었을 수 있다.
{\displaystyle a+ib\equiv {\begin{pmatrix}a&-b\\b&a\end{pmatrix}}.}
{\displaystyle \left(a+ib\right)\pm \left(c+id\right)\equiv {\begin{pmatrix}a&-b\\b&a\end{pmatrix}}\pm {\begin{pmatrix}c&-d\\d&c\end{pmatrix}}={\begin{pmatrix}a\pm c&-\left(b\pm d\right)\\b\pm d&a\pm c\end{pmatrix}}\equiv \left(\left(a\pm c\right)+i\left(b\pm d\right)\right).}
{\displaystyle \left(a+ib\right)\left(c+id\right)\equiv {\begin{pmatrix}a&-b\\b&a\end{pmatrix}}{\begin{pmatrix}c&-d\\d&c\end{pmatrix}}={\begin{pmatrix}ac-bd&-\left(ad+cb\right)\\ad+cb&ac-bd\end{pmatrix}}\equiv \left(\left(ac-bd\right)+i\left(ad+cb\right)\right).}
이것은 아르강 도표에서의 선형 변환을 나타내는 2×2 실행렬으로 복소수 z를 표현할 수 있음을 의미한다.
m×n의 복소수 행렬은 이와 같은 방식으로 2m×2n의 실행렬으로 표현될 수 있다. 켤레 전치는 이 실행렬을 전치하여 n×m의 복소행렬으로 표현하는 과정에서 자연스럽게 등장했다.

## 성질
켤레 전치는 2차 반쌍선형 반대 동형이다. 즉, 다음과 같은 항등식이 성립한다.
{\displaystyle (A+B)^{*}=A^{*}+B^{*}}
{\displaystyle (cA)^{*}={\bar {c}}A^{*}\qquad c\in \mathbb {C} }
{\displaystyle (AB)^{*}=B^{*}A^{*}}
{\displaystyle (A^{*})^{*}=A}
유한 차원 내적 공간의 경우, 켤레 전치 선형 변환은 켤레 전치 행렬의 개념과 일치한다. 즉, 서로 켤레 전치 선형 변환은 서로 켤레 전치 행렬을 갖는다. 반대로, 행렬의 왼쪽 곱셈 선형 변환의 켤레 전치 선형 변환은 그 켤레 전치 행렬의 왼쪽 곱셈 선형 변환이다. 즉, 행렬 {\displaystyle A\in \operatorname {Mat} (m,n;\mathbb {C} )} 및 벡터 {\displaystyle x\in \mathbb {C} ^{n}} 및 {\displaystyle y\in \mathbb {C} ^{m}}에 대하여 다음이 성립한다. (여기서 좌변은 {\displaystyle \mathbb {C} ^{m}}, 우변은 {\displaystyle \mathbb {C} ^{n}}의 표준적인 내적이다.)
{\displaystyle \langle Ax,y\rangle =\langle x,A^{*}y\rangle }

## 예
만약
{\displaystyle A={\begin{pmatrix}1&-2-i\\1+i&i\end{pmatrix}}}
이라면,
{\displaystyle A^{*}={\begin{pmatrix}1&1-i\\-2+i&-i\end{pmatrix}}}
이다.

## 관련 개념
켤레 전치 행렬을 사용하여 정의할 수 있는, 복소수 행렬의 성질들은 다음과 같다.
- 에르미트 행렬: {\displaystyle A=A^{*}}
- 반에르미트 행렬: {\displaystyle A=-A^{*}}
- 유니터리 행렬: {\displaystyle A^{*}=A^{-1}}
- 정규 행렬: {\displaystyle AA^{*}=A^{*}A}

## 같이 보기
- 해밀턴 행렬
- 그람 행렬

## 참고 문헌
- Hoffman, Kenneth; Kunze, Ray (1971). 《Linear algebra》 (영어) 2판. Englewood Cliffs, N. J.: Prentice-Hall. ISBN 0-13-536797-2. MR 0276251. Zbl 0212.36601. Internet Archive LinearAlge(…).